# 트롤 (2016년 영화)
《트롤》(Trolls)은 2016년 공개된 미국의 애니메이션 영화이다. 덴마크의 토마스 담이 개발한 인형 상품군을 원작으로 마이크 미첼과 월트 돈이 연출하고, 글렌 버거와 조너선 에이블이 각본을 썼다. 애나 켄드릭, 저스틴 팀버레이크, 조이 데이셔넬 등이 성우로 출연한다.

## 줄거리
트롤은 하루 종일 노래하고, 춤추고, 포옹하는 것을 좋아하는 작고 다채로우며 영원히 행복한 생명체이다. 그들은 트롤을 소비해야만 행복을 느낄 수 있다고 믿는 크고 끔찍하고 비참한 생물인 버겐들에게 발견된다. 버겐들은 트롤들을 나무 우리에 가두고 "트롤스티스"라는 특별한 날에 매년 그들을 먹는다.
버겐 왕 그레그 1세의 아들인 그레그 왕자가 첫 트롤을 먹기로 되어 있는 해에, 의식을 담당하는 요리사는 페피 왕의 지도 아래 트롤들이 탈출하는 데 성공했음을 알게 된다. 그레그 왕은 요리사를 버겐 타운에서 추방하고, 요리사는 트롤을 찾겠다고 맹세하며 복수를 위해 군주제를 전복시킬 음모를 비밀리에 꾸민다.
20년 후, 페피의 딸 파피 공주는 탈출 기념일을 축하하기 위해 거대한 파티를 연다. 심각하고 회색빛의 생존주의 트롤인 브랜치는 이것이 그들의 집을 노출시킬 수 있다고 경고하지만, 모두가 그를 무시한다. 그러나 그의 불길한 예감은 옳았다. 요리사는 파티 불꽃놀이를 발견하고, 그들을 따라 트롤 마을로 와서 파피의 친구들을 납치하는데, 여기에는 그녀가 짝사랑하는 "선" 트롤 크릭도 포함된다. 다른 트롤들은 브랜치의 반대에도 불구하고 그의 생존 엄폐호로 피신하지만, 파피는 친구들을 구하기 위해 홀로 떠난다. 그녀는 여러 번 잠재적으로 치명적인 상황에 처하고, 결국 브랜치에게 구조된다. 브랜치는 그녀의 임무가 희망이 없다고 생각하며 단지 붐비는 자신의 엄폐호를 탈출하기 위해 그녀를 따라왔을 뿐이다.
버겐 타운에 도착한 파피와 브랜치는 새로운 왕인 그레그 2세의 성에 잠입한다. 그들은 요리사가 크릭을 그레그 왕에게 먹이는 것을 목격하지만, 파피는 크릭이 살아있다는 희망을 여전히 버리지 않는다. 그들은 브리짓이라는 젊은 주방 보조가 지키고 있는 다른 포로들을 발견한다. 브리짓이 비밀리에 그레그를 사랑한다는 것을 알게 된 후, 파피와 트롤들은 크릭이 살아있는지 확인하는 것을 돕는 대가로 브리짓이 그레그와 데이트하도록 돕기로 동의한다. 브랜치가 이어지는 뮤지컬 넘버에서 다른 트롤들과 함께 노래하기를 거부하자, 그와 파피는 다투게 되고, 브랜치는 어렸을 때 버겐(나중에 요리사로 밝혀짐)이 자신의 노래를 따라 집으로 와서 할머니를 잡아먹은 이후로 노래하기를 거부했다고 밝힌다. 이 사건에 대한 그의 비통함은 그의 색깔을 회색으로 바래게 만들었다. 브리짓, 파피, 그리고 다른 트롤들은 브랜치를 위로한 뒤 임무를 시작한다.
트롤들은 자신들의 능력을 사용하여 브리짓을 "레이디 글리터스파클스"로 변장시키고, 그녀와 그레그는 롤러스케이트장/아케이드 레스토랑에서 데이트를 한다. 데이트 중에 파피는 크릭이 그레그의 망토에 있는 보석 안에 갇혀 있는 것을 발견한다. 그 후, 트롤들은 브리짓을 떠나 크릭을 구하러 가지만, 모두 요리사에게 붙잡힌다. 크릭은 자신의 생존을 위해 그들을 배신했다고 밝히고, 충격받은 파피의 카우벨을 훔쳐 트롤 마을에서 페피 왕과 나머지 트롤들을 소환하는 데 사용한다. 그들은 버겐들에게 잡혀 큰 솥에 갇힌다. 상심한 파피는 자신이 모든 상황의 원인이라고 믿으며 절망에 빠져 회색으로 변한다. 나머지 트롤들도 슬퍼하고 색깔을 잃는다.
그러나 브랜치는 자신의 규칙을 깨고 파피를 응원하기 위해 노래를 부르고, 이는 성공적으로 그들과 다른 트롤들의 색깔을 되찾아준다. 트롤들에게 도움을 받은 것에 감사한 브리짓은 요리사가 보지 않는 사이에 몰래 그들을 솥에서 풀어준다. 파피는 브리짓이 그들의 탈출 때문에 벌받는 것을 허락하지 않고, 트롤들은 버겐 타운으로 돌아와 버겐들에게 브리짓이 레이디 글리터스파클스임을 밝히고, 그녀와 그레그가 서로 행복하게 사랑하고 있다고 설명한다. 이것은 다른 버겐들에게 트롤을 먹지 않고도 자신 안에서 행복을 찾을 수 있다는 것을 보여주고, 트롤들과 버겐들은 노래하며 함께 축하하며 그들의 불화를 끝낸다. 요리사는 평화를 받아들이기를 거부하고, 그녀와 크릭은 불타는 서빙 카트에 실려 버겐 타운 밖으로 굴러간다. 페피 왕은 파피를 트롤의 여왕으로 즉위시키고, 그녀와 브랜치는 포옹을 나눈다.
크레딧 중간 장면에서, 크릭과 요리사는 언덕 꼭대기에 멈춰 선다. 요리사는 크릭을 먹으려 하지만, 사실은 거대한 괴물인 "언덕"이 그들 둘 다를 먹어치운다.

## 출연
- 애나 켄드릭 - 파피 역
  - 아이리스 돈 - 어린 파피 역
- 저스틴 팀버레이크 - 브랜치 역
  - 리엄 헨리 - 어린 브랜치 역
- 조이 데이셔넬 - 브리짓 역
- 크리스토퍼 민츠플라스 - 그리스틀 왕자 역
- 크리스틴 바란스키 - 셰프 역
- 제프리 탬버 - 페피 왕 역
- 러셀 브랜드 - 크릭 역
- 쿠널 나이어 - 가이 다이아몬드 역
- 그웬 스테파니 - DJ 수키 역
- 제임스 코든 - 비기 역
- 존 클리스 - 그리스틀 왕 역
- 쿼벤저네이 월리스 - 하퍼 역
- 론 펀치스 - 쿠퍼 역
- 월트 도른 - 스미지/퍼즈버트 역
- 아이노 야보 - 사틴 역
- 카롤리네 혤트 - 체닐 역
- 글로젤 - 로지퍼프 할머니 역

## 국내
- 이성경 - 파피
- 박형식 - 브랜치
- 김하영 - 브리짓
- 엄상현 - 크리스틀 왕
- 전숙경 - 셰프
- 장광 - 패피 왕
- 이현 - 크릭
- 김명준 - 가이 다이아몬드
- 박영재 - 쿠퍼
- 홍범기 - 비기
- 김도영 - DJ 수키
- 사문영 - 셰닐
- 김현심 - 새틴
- 한신 - 스미지
- 유해무 - 크리스틀 전 대왕
- 신용우 - 구름 아저씨
- 문서윤 - 어린 브랜치